# Be-Bop Deluxe
I Be-Bop Deluxe sono stati un gruppo musicale rock britannico originario di Wakefield, attivo dal 1972 al 1978.

## Membri
- Bill Nelson – chitarra, voce, tastiere (1972–1978)
- Robert Bryan – basso, voce (1972–1974)
- Nicholas Chatterton-Dew – batteria, percussioni, cori (1972–1974)
- Ian Parkin – chitarre (1972–1974; deceduto nel 1995)
- Richard Brown – tastiere (1972)
- Simon Fox – batteria, percussioni (1974–1978)
- Paul Jeffreys – basso (1974; deceduto nel 1988)
- Milton Reame-James – tastiere (1974)
- Charlie Tumahai – basso, cori (1974–1978; deceduto nel 1995)
- Andrew Clark – tastiere (1975–1978)

## Discografia

### Album studio
- 1974 – Axe Victim
- 1975 – Futurama
- 1976 – Sunburst Finish
- 1976 – Modern Music
- 1978 – Drastic Plastic

### Album live e raccolte
Lista parziale.
- 1977 – Live! In the Air Age
- 1978 – The Best Of and the Rest Of Be-Bop Deluxe